# Аль-Анам
Аль-Ан’а́м (араб. الأنعام — Скот) — шестая сура Корана. Сура мекканская, за исключением аятов 20, 23, 91, 93, 114, 141 и 151-153, ниспосланных в Медине.  Состоит из 165 аятов.

## Содержание
Сура начинается с рассказа об Аллахе, и его атрибутах. Как примеры служения Аллаху далее рассматриваются пророки, особенно пророк Ибрахим. Рассказывается, как Ибрахим пришел к единобожию из своих наблюдений за природой, звездами, луной и солнцем. После этого продолжают воспеваться разные проявления милосердия и разума Аллаха в природе, и осуждаются заблуждения язычников. Сура заканчивается призывом к социальной справедливости, и честному соблюдению социального долга.

Хвала Аллаху, Который сотворил небеса и землю и установил мраки и свет. Но даже после этого те, которые не уверовали, приравнивают к своему Господу других. ۝ Он – Тот, Кто сотворил вас из глины, а затем назначил срок для вашей смерти. У Него есть также назначенный срок для воскрешения, но после этого вы все еще сомневаетесь. ۝ Он – Аллах на небесах и на земле. Он знает то, что вы утаиваете и совершаете открыто, и знает то, что вы приобретаете. ۝ Какое бы знамение из знамений их Господа ни являлось к ним, они отворачивались от него. ۝ Они сочли ложью истину, когда она явилась к ним, но до них дойдут вести о том, над чем они насмехались. ۝ Разве они не видели, сколько поколений Мы погубили до них? Мы одарили их на земле властью, которой не одарили вас, ниспосылали им с неба обильные дожди и заставляли реки течь под ними. Мы погубили их за их грехи и создали после них другие поколения.
— Коран 6:1—6 (Кулиев)